# Zachary Levi
Pour les articles homonymes, voir Levi.
Zachary Levi est un acteur, producteur et chanteur américain, né le 29 septembre 1980 à Lac Charles (Louisiane).
Il est principalement connu pour son rôle de Chuck Bartowski dans la série télévisée Chuck, Toby Seville dans le film Alvin et les Chipmunks 2, pour être la voix originale de Flynn Rider dans Raiponce des studios Disney et sa série éponyme ainsi que pour son interprétation du super-héros Shazam dans l'univers cinématographique DC.

## Biographie

### Jeunesse et formation
Zachary Levi Pugh commence à chanter à l'âge de 6 ans. Confiants, ses parents emménagent en Californie et le poussent à jouer dans des productions théâtrales locales. Il fait ses premiers pas professionnels sur la scène de petits théâtres dans des pièces tels que Grease ou Le Magicien d'Oz.
Il étudie au lycée de la Buena, puis aussitôt majeur, il s'installe à Hollywood pour réaliser son rêve, de devenir acteur. C'est en jouant le rôle de Jésus dans Godspell qu'il se fait repérer des producteurs.

### Carrière

#### Débuts
En 2002, il interprète le personnage d'Adam, second rôle dans le téléfilm Big Shot : Confession d'un bookmaker, sur la chaine FX. Puis, la même année, Zachary Levi est choisi pour incarner Kipp dans la série télévisée Less Than Perfect (en) avec Sara Rue, Andy Dick et Sherri Shepard, retraçant les mésaventures et les intrigues qui se nouent dans les coulisses d'un journal télévisé. Il a interprété ce personnage jusqu'en 2006.
En 2003, il incarne le rôle de Grant Asher dans le téléfilm Une célibataire à New York (See Jane Date).
Entre 2004 et 2006, il obtient quelques rôles secondaires au sein de séries télévisées.
En 2006, il est choisi pour le second rôle de Kevin dans le film Big Mamma 2, avec Martin Lawrence.

#### Révélation télévisuelle

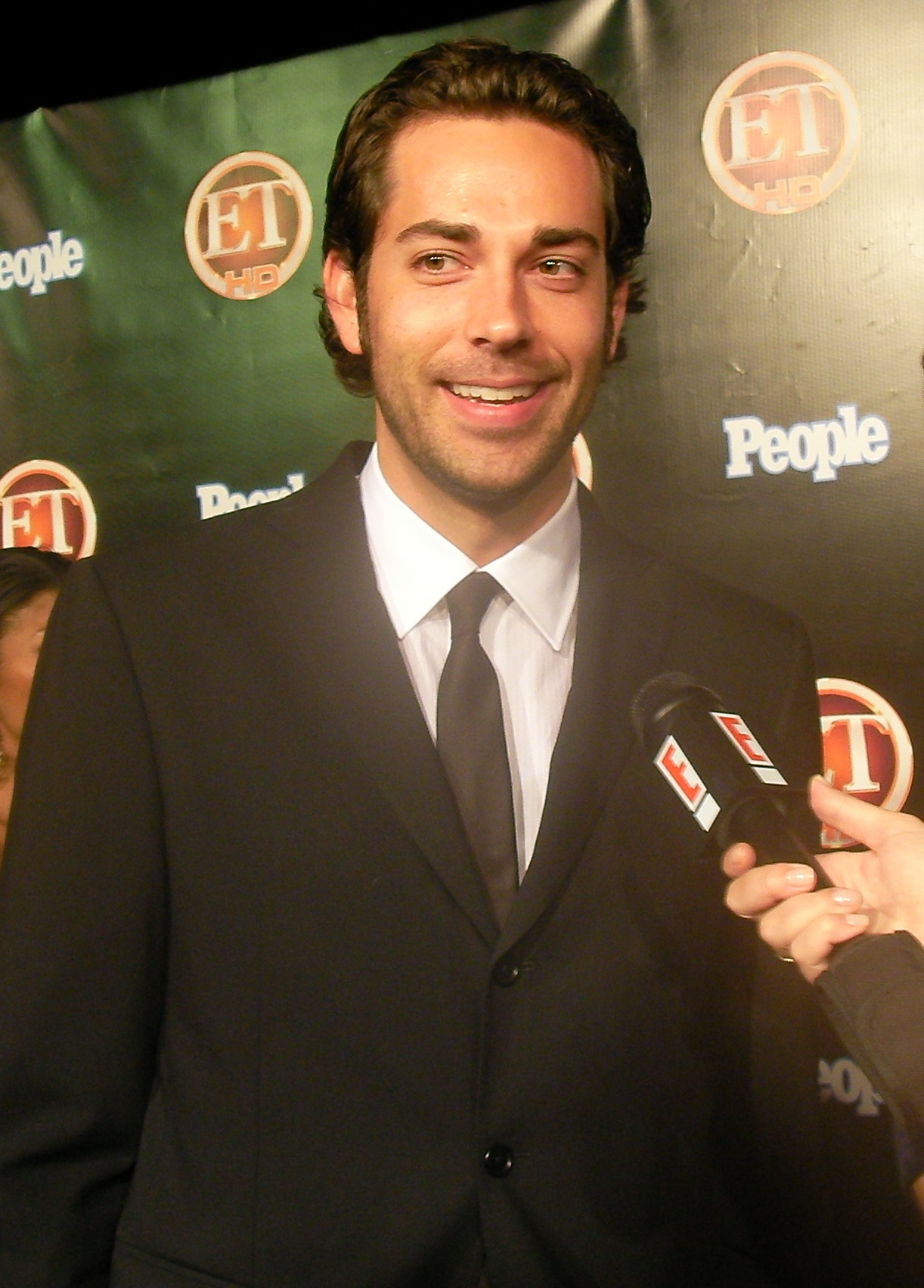
Zachary Levi aux ET Post-Emmys Party, au Walt Disney Concert Hall, en septembre 2008.

En 2007, il obtient le premier rôle dans la série télévisée Chuck, où son personnage éponyme, un nerd passionné d'ordinateurs travaillant chez Buy More, reçoit un mystérieux mail provenant de Bryce Larkin, son ancien meilleur ami de Stanford. Le mail contient l’InterSecret, une base de données internationale de criminels, qui se télécharge directement dans le système cérébral de Chuck, ce qui lui permet d'avoir accès à des informations sur ces criminels lorsqu'il les rencontre. Zachary Levi et sa partenaire de la série, Yvonne Strahovski, ont été nommés comme acteurs et actrices préférés dans une série d'action aux Teen Choice Awards 2010 et ont tous les deux remporté le prix.
Entre 2007 et 2009, il interprète divers personnages au sein de longs et courts métrages, téléfilms et séries télévisées.
En 2009, il obtient le rôle de Toby Seville dans le film Alvin et les Chipmunks 2. La même année, Zachary Levi a participé au match des célébrités du All Star Game de la NBA. Il a joué aux côtés de Chris Tucker, Dominique Wilkins, Rick Fox et bien d'autres.
En 2010, il prête sa voix à la version originale du film d'animation Disney pour le personnage masculin principal, Flynn Rider dans Raiponce (Tangled), film basé sur le très célèbre conte du même nom.
Fin 2011, il prête de nouveau sa voix au personnage de Flynn Rider pour le court métrage d'animation, Le Mariage de Raiponce (Tangled Ever After), sorti en 2012. La même année, la série Chuck se conclut sur NBC, au terme de cinq saisons.

#### Diversification

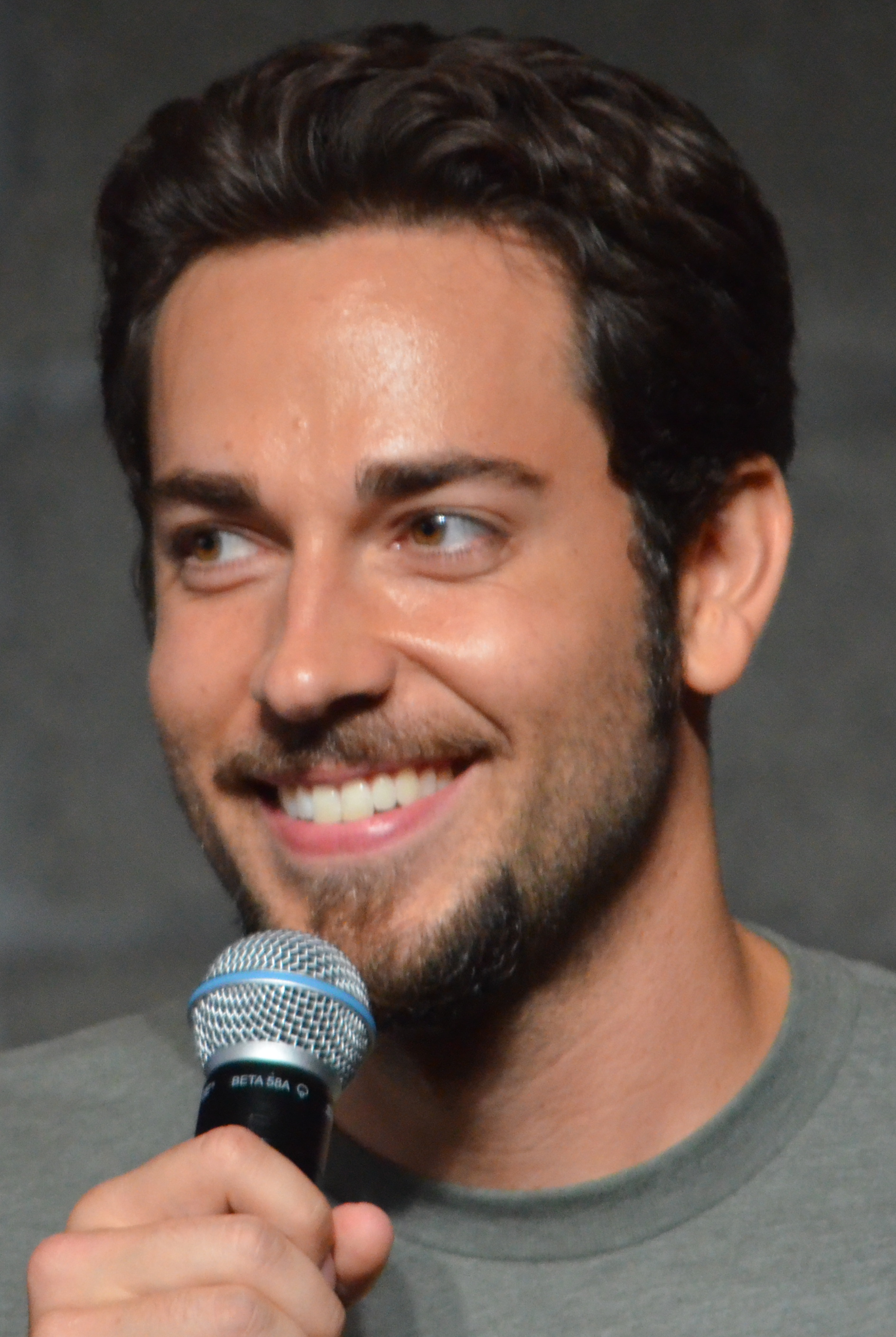
Zachary Levi en juillet 2012.

En février 2012, l'acteur est engagé dans le pilote d'une nouvelle sitcom, intitulée Let It Go prévue pour septembre 2012, sur la Fox, mais la série n'est pas commandée. En juin de la même année, l'acteur se voit confier le rôle de Fandral dans le blockbuster Thor : Le Monde des ténèbres (Thor: The Dark World). Initialement, il devait incarner le rôle lors du premier volet, ayant été le premier choix de la production. Cependant, il n'avait pas pu se libérer de ses engagements sur la série Chuck. Le 10 juillet 2012, il est annoncé pour prendre en charge le web-documentaire Tomb Raider: The Final Hours, en lien avec le nouveau jeu vidéo Tomb Raider (2013). En parallèle, il interprète le rôle d'Aaron dans la comédie musicale de Broadway First Date the Musical (en).
En janvier 2015, il revient au premier plan en étant annoncé dans la distribution de la mini-série Heroes Reborn et incarne l'un des trois rôles principaux. En avril de la même année, il est annoncé pour produire et animer le quiz Geeks Who Drink à partir du 16 juillet 2015 sur la chaîne américaine Syfy. Après une annonce en juin 2015 de la mise en projet d'une série d'animation, Tangled: Before Ever After, faisant suite aux films d'animation Raiponce et Le Mariage de Raiponce, l'acteur est confirmé pour reprendre son rôle de Flynn Rider dans la série pour une diffusion à partir de 2017 sur Disney Channel.
En janvier 2016, Heroes Reborn est arrêté au bout de son unique saison. Il participe ensuite à quelques épisodes de la satire Telenovela, produite par Eva Longoria. En mars de la même année, il intègre la distribution principale de la réadaptation musicale de Broadway She Loves Me. Très salué par la critique, il est nommé aux Broadway Audience Choice Awards, aux Drama Desk Awards ainsi qu'aux Tony Awards La même année, il présente les Lucille Lortel Awards. En juillet 2016, il est intègre la distribution principale dans la mini-série historique Alias Grace, aux côtés de Sarah Gadon et Anna Paquin.
En 2017, il est choisi pour jouer le rôle principal du film Shazam de la Warner qui sort en avril 2019,,. Au niveau mondial, dès le premier jour de sa sortie, le film obtient d'excellentes critiques, le qualifiant comme le meilleur film du DCEU, atteignant la note de 92 % sur le site Rotten Tomatoes,,,,.
En 2020, il est choisi pour le premier rôle dans le film The Unbreakable Boy (en) de Jon Gunn,, sorti en 2025.
En 2023, Zachary Levi est annoncé dans le rôle de Nick Schuyler alors que le projet est repris par Joe Carnahan.

### Chanson
En 2002, pour la série Less than Perfect (en), où il a aussi un rôle principal, il interprète le temps d'un épisode la chanson « Luck Be a Lady Tonight » (A Claude Casey Production, 2002).
En 2010, Zachary Levi accepte de faire un duo, aux côtés de Katharine McPhee (finaliste de la saison 5 d’American Idol), sur lequel il chante « Terrified ».
En 2011, lors de la cérémonie des Oscars, Zachary Levi a chanté en duo avec Mandy Moore la chanson originale du film Raiponce, ayant également participé au doublage original du film.

### Vie privée
Zachary Levi aime jouer aux jeux vidéo Rock Band, faire du skateboard, sauter en parachute et faire du snowboard.
En juin 2014, il épouse l'actrice Missy Peregrym à Hawaï. Ils se séparent le 3 décembre 2014, soit 6 mois après leur mariage.

## Prises de position
En janvier 2023, sur Twitter, Zachary Levi répond par l'affirmative à la question « Pensez-vous que Pfizer soit un danger réel pour le monde ? » ; il est alors accusé de propager des idées anti-vaccination,.
Zachary Levi se décrit comme libertarien,. Lors de l'élection présidentielle américaine de 2024, il soutient d'abord le politicien et militant anti-vaccination Robert Francis Kennedy Jr.. Après le retrait de celui-ci lors de la course à la présidence, il décide de soutenir Donald Trump.

## Théâtre
- 2013-2014 : First Date (en) : Aaron
- 2016 : She Loves Me (en) : Georg Nowack (diffusé à la télévision)

## Filmographie

### Cinéma

#### Longs métrages
- 2006 : Big Mamma 2 (Big Momma's House 2) : Kevin
- 2007 : Spiral (en) : Berkeley[n 2],[35] - également producteur avec Joel Moore[24]
- 2008 : Saucisses à tout prix (Wieners) : Ben
- 2008 : An American Carol : le technicien de laboratoire
- 2008 : Shades of Ray (en) : Ray Rehman
- 2009 : Stuntmen : Troy Ratowski
- 2009 : Alvin et les Chipmunks 2 (Alvin and the Chipmunks: The Squeakuel) : Toby Seville
- 2013 : Thor : Le Monde des ténèbres (Thor: The Dark World) d'Alan Taylor : Fandral
- 2017 : Thor: Ragnarok de Taika Waititi : Fandral
- 2018 : Blood Fest (en) d'Owen Egerton : Zachary Levi[n 3]
- 2018 : Office Uprising de Lin Oeding : Adam Nusbaum
- 2019 : Shazam! de David F. Sandberg : Shazam / forme super-héroïque de Billy Batson
- 2021 : Désigné coupable (The Mauritanian) de Kevin Macdonald : Neil Buckland
- 2021 : American Underdog d'Andrew et Jon Erwin : Kurt Warner
- 2023 : Shazam! La Rage des Dieux (Shazam! Fury of the Gods) de David F. Sandberg : Shazam / forme super-héroïque de Billy Batson
- 2023 : Spy Kids: Armageddon de Robert Rodriguez : Terrence Tango
- 2024 : Harold et le Crayon magique de Carlos Saldanha : Harold
- 2025 : The Unbreakable Boy (en) de Jon Gunn : Scott LeRette

Prochainement
- 2025 : Not Without Hope de Joe Carnahan : Nick Schuyler[24] (en postproduction[24])
- 2025 : Sarah's Oil de Cyrus Nowrasteh : Bert Smith[24] (en postproduction[24])

#### Courts métrages
- 2005 : Reel Guerrillas : Evon Schwarz
- 2007 : Ctrl Z : Ben Pillar
- 2008 : The Tiffany Problem : Zac
- 2009 : Byron Phillips: Found : Byron Phillips
- 2011 : No Rest for the Wicked: A Basil and Moebius Adventure : Moebius
- 2013 : Falling for You de Pete Schultz
- 2020 : The Statement de Zach Ramelan : l'homme éveillé
- 2022 : Thoughts and Prayers d'Evan Miller : le sénateur Cooke

#### Films d'animation
- 2010 : Raiponce (Tangled) : Eugene Fitzherbert / Flynn Rider (voix originale)
- 2010 : Under the Boardwalk: The Monopoly Story : le narrateur (voix originale)
- 2012 : Le Mariage de Raiponce (Tangled Ever After) : Flynn Rider (court métrage d'animation - voix originale)
- 2017 : L'Étoile de Noël (The Star) de Timothy Reckart (en) : Joseph (voix originale)
- 2022 : Apollo 10½ : Les Fusées de mon enfance (Apollo 10½: A Space Age Adventure) de Richard Linklater : Kranz (voix originale)
- 2022 : La Nuit au musée : Le Retour de Kahmunrah (Night at the Museum: Kahmunrah Rises Again) de Matt Danner et Justin Lovell : Larry Daley et Laa (voix originales)
- 2023 : Chicken Run : La Menace nuggets (Chicken Run: Dawn of the Nugget) de Sam Fell : Rocky Rhodes[n 4] (voix originale)

### Télévision

#### Téléfilms
- 2001 : Untitled Sisqo Project[24]
- 2002 : Big Shot : Confession d'un bookmaker (Big Shot: Confessions of a Campus Bookie) d'Ernest R. Dickerson : Adam
- 2003 : Une célibataire à New York (See Jane Date) de Robert Berlinger : Grant Asher
- 2007 : Imperfect Union de Michael Fresco : Clark
- 2012 : Let It Go : Ben
- 2013 : L'Amour au jour le jour (Remember Sunday) de Jeff Bleckner : Gus
- 2017 : Raiponce : Moi, j'ai un rêve (Tangled: Before Ever After) de Tom Caulfield et Stephen Sandoval : Eugene (téléfilm d'animation, voix originale)
- 2017 : Psych: The Movie de Steve Franks (en) : Thin White Duke

#### Séries télévisées
- 2002-2006 : Less than Perfect (en) : Kipp Steadman (81 épisodes)
- 2004 : Larry et son nombril (Curb Your Enthusiasm) : Bellman (saison 4, épisode 10)
- 2004 : Division d'élite (The Division) : Todd (saison 4, épisodes 16 et 19)
- 2005 : Three : Ian (épisodes inconnus)
- 2006 : Worst Week of My Life : Nick (épisode Pilote - projet de série abandonné)
- 2007-2012 : Chuck : Charles « Chuck » Irving Bartowski (91 épisodes) - également réalisateur sur 3 épisodes
- 2008 : Chuck: Morgan's Vlog : Chuck Bartowski (websérie - épisodes inconnus)
- 2011 : Team Unicorn : le jeune amoureux (saison 1, épisode 4)
- 2011 : The Guild : lui-même (websérie - saison 5, épisode 8)
- 2012 : Video Game High School : Ace, le professeur (épisodes 3, 4 et 9)
- 2013 : Tiny Commando : Tiny Commando (mini-série, 8 épisodes)
- 2013 : Above Average Presents : rôle inconnu (2 épisodes)
- 2015 : RIP : Fauchés et sans repos (Deadbeat) : Abraham Lincoln (saison 2, épisode 9)
- 2015-2016 : Heroes Reborn : Luke Collins (en) (13 épisodes)
- 2015-2016 : Telenovela : James McMahon, le président de la chaîne VivaVision (5 épisodes)
- 2017 : Captive (Alias Grace) : Jeremiah Pontelli (mini-série en 6 épisodes)
- 2018-2019 : La Fabuleuse Madame Maisel (The Marvelous Mrs. Maisel) : Dr Benjamin Ettenberg (8 épisodes)
- 2020 : Pandemic Players : H. I. McDunnough (saison 1, épisode 1)
- 2023 : Titans : Shazam / forme super-héroïque de Billy Batson (caméo - saison 4, épisode 9)

#### Séries d'animation
- 2012 et 2014 : Robot Chicken : Ryu, Ken Masters, Tyg Tiger et le commandant Edwards (saison 6, épisode 4) ; Ronald McDonald et Mad Scientist, Jr. (saison 7, épisode 19) ; Tom Nook (saison 11, épisode 10) et Prince Lightstar, le capitalistr #3 et le guide touristique du meurtre de la famille Wayne (saison 11, épisode 19 - voix originales)
- 2016 : Lego Jurassic World: The Indominus Escape : Hot Dog Man / Dinosaur Man (voix originale, 5 épisodes)
- 2017-2018 : Tangled: Short Cuts : Eugene Fitzherbert (6 épisodes) et Feldspar (1 épisode, voix originales)
- 2017-2020 : Raiponce, la série (Tangled) : Eugene Fitzherbert (50 épisodes) et Feldspar (6 épisodes, voix originales)
- 2019 : Disney Comics in Motion : Eugene Fitzherbert (voix originale - saison 1, épisode 12)
- 2022 : Les Griffin (Family Guy) : Seymour (voix originale - saison 20, épisode 15)

#### Émissions
- 2008 : Anytime with Bob Kushell : lui-même (invité du talk-show)
- 2011 : Spike Video Game Awards : le présentateur
- 2012 : 4 Points : lui-même (saison 1, épisode 1)
- 2013 : Final Hours of Tomb Raider : le présentateur
- 2015 : Geeks Who Drink : le présentateur - également producteur exécutif de 12 épisodes

### Jeux vidéo
- 2010 : Halo: Reach : Trooper 4 (voix originale)
- 2010 : Fallout: New Vegas : Arcade Gannon (voix originale)
- 2010 : Tangled: The Video Game (en) : Flynn Rider / Eugene Fitzherbert (voix originale)
- 2013 : Tomb Raider : lui-même[36] (vidéo documentaire The Final Hours: Surviving Together[36])
- 2018 : Lego DC Super-Vilains (Lego DC Super-Villains) : Shazam (du film) (voix originale)
- 2019 : Kingdom Hearts III : Flynn Rider (voix anglaise)
- 2020 : Grounded : Dr Wendell Tully (voix originale)

### Producteur
- 2011 : Spike TV VGA Video Game Awards[24]

## Discographie
- 2002 : Luck Be a Lady Tonight[24] (pour la série Less Than Perfect - saison 1, épisode 11 : A Claude Casey Production)
- 2010 : Terrified (en) (en duo avec Katharine McPhee)
- 2010 : I've Got a Dream et Je veux y croire (I See the Light) (en duo avec Mandy Moore pour le film Raiponce)
- 2011 : Je veux y croire (I See the Light) (lors de la 68e cérémonie des Golden Globes Awards)
- 2011 : Je veux y croire (I See the Light) (lors de la 83e cérémonie des Academy Awards)
- 2011 : The Imperial March (Darth Vader's Theme) (pour la série Chuck - saison 4, épisode 23 : Répétition générale)
- 2013 : First Date (en) (Original Broadway Cast Recording)
- 2016 : She Loves Me (en) (Original Broadway Cast Recording)
- 2017 : Life After Happily Ever After (pour le téléfilm Raiponce : Moi, j'ai un rêve).

## Distinctions

### Récompenses
- Teen Choice Awards 2010 : meilleur acteur dans une série télévisée dramatique pour Chuck
- Teen Choice Awards 2011 : meilleur acteur dans une série télévisée dramatique pour Chuck
- TV Guide Awards 2011 : couple favori pour la série Chuck (partagé avec Yvonne Strahovski)

### Nominations
- Teen Choice Awards 2008 : meilleure révélation masculine dans une série télévisée
- Saturn Awards 2010 : meilleur acteur de télévision dans une série télévisée dramatique pour Chuck
- Gold Derby Awards 2010 : meilleur acteur comique à la télévision dans une série télévisée dramatique pour Chuck
- Critics Choice Award 2011 : meilleure chanson pour I See the Light dans Raiponce
- Teen Choice Awards 2011 : 
  - meilleur acteur dans une série télévisée dramatique pour Chuck
  - meilleur voix dans un film d'animation dans Raiponce
- People's Choice Awards 2016 : meilleur acteur dans une nouvelle série pour Heroes Reborn
- Broadway Audience Choice Awards 2016 : meilleur acteur pour un rôle principal dans une pièce musicale pour She Loves Me (en)
- Drama Desk Awards 2016 : meilleur acteur pour un rôle principal dans une pièce musicale pour She Loves Me (en)
- Tony Awards 2016 : Meilleur acteur dans une pièce pour She Loves Me (en)

## Voix francophones
En France, Tanguy Goasdoué est la voix française régulière de Zachary Levi.
Au Québec, plusieurs comédiens lui prêtent leur voix, cependant Philippe Martin l'a doublé à deux reprises.
En France
| - Tanguy Goasdoué dans : - Une célibataire à New York (téléfilm) - Chuck (série télévisée) - Alvin et les Chipmunks 2 - L'Amour au jour le jour (téléfilm) - Captive (mini-série) - Psych: The Movie (téléfilm) - Shazam! - Désigné coupable - American Underdog - Apollo 10½ : Les Fusées de mon enfance (voix) - Shazam! La Rage des Dieux - Spy Kids: Armageddon - Harold et le Crayon magique - Alexis Victor dans : - Le Mariage de Raiponce (voix) - Raiponce : Moi, j'ai un rêve (voix) - Raiponce, la série (voix) | - Emmanuel Dahl dans : - Raiponce (voix chantée) - Raiponce : Moi, j'ai un rêve (voix chantée) - Raiponce, la série (voix chantée) et aussi - Patrick Mancini dans Big Mamma 2 - Julien Chatelet dans Spiral (en) - Romain Duris dans Raiponce (voix) - Emmanuel Garijo dans Thor : Le Monde des ténèbres - David Manet dans RIP : Fauchés et sans repos (série télévisée) - Alexandre Gillet dans Heroes Reborn (mini-série) - Maxime Baudouin dans L'Étoile de Noël (voix) - Adrien Antoine dans La Fabuleuse Madame Maisel (série télévisée) - Michelangelo Marchese dans Office Uprising - Maurice Decoster dans La Nuit au musée : Le Retour de Kahmunrah (voix) - Gilduin Tissier dans Chicken Run : La Menace nuggets (voix) |

Au Québec
| Note : La liste indique les titres québécois. - Philippe Martin dans : - Thor : Le Monde des ténèbres - Shazam! - Shazam! La Rage des Dieux - Harold et le Crayon violet | et aussi - Hugolin Chevrette-Landesque dans Raiponce (voix) - Patrice Dubois dans Alvin et les Chipmunks 2 - Maël Davan-Soulas dans L'Étoile de Noël (voix) - Alexandre Fortin dans Le Mauritanien |